# Comuna Kistocikivka, Nîjnohirskîi
Kistocikivka (în ucraineană Кісточківка) este o comună în raionul Nîjnohirskîi, Republica Autonomă Crimeea, Ucraina, formată din satele Frunze și Kistocikivka (reședința).

## Demografie
Componența lingvistică a comunei Kistocikivka
     Rusă (82,72%)
     Tătară crimeeană (7,99%)
     Ucraineană (7,94%)
     Alte limbi (0,93%)
Conform recensământului din 2001, majoritatea populației comunei Kistocikivka era vorbitoare de rusă (82,72%), existând în minoritate și vorbitori de tătară crimeeană (7,99%) și ucraineană (7,94%).